# Bonnetière
 (novembre 2024).
Si vous disposez d'ouvrages ou d'articles de référence ou si vous connaissez des sites web de qualité traitant du thème abordé ici, merci de compléter l'article en donnant les références utiles à sa vérifiabilité et en les liant à la section « Notes et références ».

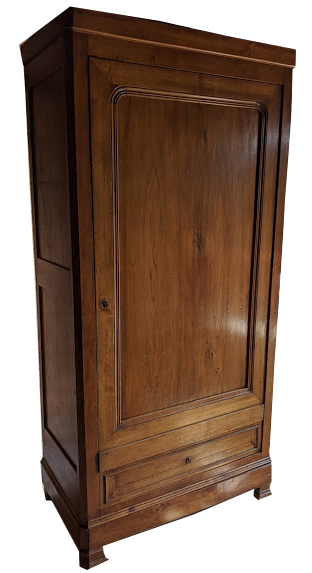
Bonnetière.

Une bonnetière est une armoire à une porte et une étagère à mi-hauteur, aussi appelée coiffière. On y range tout un tas de chose. 
Ce meuble régional est très souvent en bois naturel, et rarement peint (Alsace, Uzès) ; il peut être de fabrication très rustique (voir certaines bonnetières de montagne), mais aussi d'une grande qualité de fabrication, devenant alors un meuble bourgeois (voir certaines bonnetières provençales ou du Dauphiné).

## Histoire
La bonnetière était destinée au rangement des bonnets et coiffes, que l'on posait sur une tête de bois dite marotte ou sidonie. D'origine normande, la bonnetière rencontre un vrai succès au XVIIIe siècle et gagne les régions voisines (Bretagne, Vendée), avant de se répandre au Sud-Ouest (Landes, Périgord et Lot). Elle est devenue à la mode au cours du XXe siècle avec le développement des maisons de campagne.
Sa forme varie suivant les régions, elle peut être suspendue (rare) ou en forme d'armoire. Ce meuble ouvrant comporte toujours un seul vantail, et il est sommé d'une corniche débordante. Il se distingue de l'homme-debout qui comporte en général deux vantaux séparés verticalement par un tiroir : d'origine, vendéenne, il permettait, selon la légende, de dissimuler un chouan dans le tiroir évidé. Ce terme désigne surtout le cabiet, ou homme debout vendéen. Le tiroir à mi-hauteur était destiné aux dentelles que l'on rangeait à plat. Selon les régions, il peut être appelé chapelière ou coiffure.
Sa production régionale n'est pas également répartie sur l'ensemble du territoire : on le trouve fréquemment en Vendée, en Bretagne, en Normandie, en Bourgogne, dans le Dauphiné, dans le Périgord et, plus rarement en Provence et en Alsace. Les autres grandes régions, comme l'Île-de-France, la Picardie ou les Flandres n'ont pas, ou très peu fabriqué ce genre de meuble.
Il faut être très prudent en ce qui concerne le meuble dit régional, car bien souvent il résulte :
- d'un modèle du terroir et d'une époque (essences de bois locaux, et répertoire ornemental).
- du savoir-faire de l'artisan qui l'a fabriqué.
- mais surtout de la commande de l'acheteur car la production n'étant pas industrialisée, chaque pièce du mobilier correspond toujours à une commande précise ; c'est pourquoi on peut trouver ce meuble dans une région qui en comporte peu, il peut en effet être le fruit d'une commande particulière.